# Frosinone Calcio 2011-2012
Questa voce raccoglie le informazioni riguardanti il Frosinone Calcio nelle competizioni ufficiali della stagione 2011-2012.

## Stagione
La stagione 2011-2012 è la prima nel campionato di Lega Pro dopo cinque partecipazioni consecutive nella serie cadetta e la relativa retrocessione subita durante l'ultima stagione.

## Divise e sponsor
Lo sponsor tecnico per la stagione 2010-2011 è ancora Legea, mentre lo sponsor ufficiale è la Banca Popolare del Frusinate.

## Rosa
| N. |                               | Ruolo | Calciatore        |
| -- | ----------------------------- | ----- | ----------------- |
|    | Italia (bandiera)             | P     | Massimo Zappino   |
|    | Italia (bandiera)             | P     | Emanuele Nordi    |
|    | Italia (bandiera)             | P     | Andrea Rossini    |
|    | Italia (bandiera)             | P     | Matteo Vaccarecci |
|    | Italia (bandiera)             | D     | Dario Biasi       |
|    | Italia (bandiera)             | D     | Fabio Catacchini  |
|    | Italia (bandiera)             | D     | Simone Fautario   |
|    | Italia (bandiera)             | D     | Daniele Federici  |
|    | Italia (bandiera)             | D     | Nicholas Guidi    |
|    | Macedonia del Nord (bandiera) | D     | Stefan Ristovski  |
|    | Italia (bandiera)             | D     | Mirko Stefani     |
|    | Italia (bandiera)             | C     | Luigi Vitale      |
|    | Italia (bandiera)             | D     | Fabio Formato     |
|    | Italia (bandiera)             | D     | Antonio Magli     |
|    | Italia (bandiera)             | C     | Pietro Baccolo    |

| N. |                      | Ruolo | Calciatore          |
| -- | -------------------- | ----- | ------------------- |
|    | Italia (bandiera)    | C     | Davide Carrus       |
|    | Italia (bandiera)    | C     | Mirko Gori          |
|    | Italia (bandiera)    | C     | Alessandro Frara    |
|    | Italia (bandiera)    | C     | Davide Bottone      |
|    | Italia (bandiera)    | C     | Gianluca Nicco      |
|    | Australia (bandiera) | C     | Adrian Luke Ucchino |
|    | Argentina (bandiera) | A     | Matías Miramontes   |
|    | Italia (bandiera)    | A     | Salvatore Aurelio   |
|    | Italia (bandiera)    | A     | Christian Cesaretti |
|    | Italia (bandiera)    | A     | Mario Artistico     |
|    | Italia (bandiera)    | C     | Alessio Manzoni     |
|    | Italia (bandiera)    | A     | Vincenzo Santoruvo  |
|    | Italia (bandiera)    | A     | Massimo Ganci       |
|    | Italia (bandiera)    | A     | Antonino Bonvissuto |

## Organigramma societario
Area direttiva
- Presidente: Maurizio Stirpe

## Calciomercato
| Cessioni | Cessioni            | Cessioni        | Cessioni               |
| R.       | Nome                | a               | Modalità               |
| -------- | ------------------- | --------------- | ---------------------- |
| D        | Andrei Cordoș       | FCM Târgu Mureș | svincolato (200.000 €) |
| D        | Adrian Luke Ucchino |                 | svincolato             |

## Risultati

### Coppa Italia
| Frosinone 7 agosto 2011, ore 20:30 CEST 1º turno                        | Frosinone | 3 – 0 | Pomigliano | Stadio comunale Matusa |
| \| \| \| \| \| Bottone 42’ Vitale 50’ Catacchini 57’ \| Marcatori \| \| |           |       |            |                        |
|                                                                         |           |       |            |                        |
| Bottone 42’ Vitale 50’ Catacchini 57’                                   | Marcatori |       |            |                        |

| Arbitro: | Tommasi (Bassano del Grappa) |

|                                      |           |  |
| Greco 8’ (rig.), 28’, 32’ Turati 35’ | Marcatori |  |

### Coppa Italia Lega Pro

#### Fase ad eliminazione diretta
| Arbitro: | Paolini (Ascoli Piceno) |

|                                             |           |                         |
| 66’ Alleruzzo 77’ Cucciniello 79’ Merlonghi | Marcatori | Ganci 30’ Artistico 79’ |